# Rafael López de Haro
Rafael López de Haro y Moya (San Clemente, 5 de julio de 1876-Madrid, 21 de marzo de 1967) fue un escritor, narrador, dramaturgo, periodista y guionista cinematográfico español.

## Biografía
Rafael López de Haro y Moya nació el 5 de julio de 1876 en la localidad conquense de San Clemente. Pasó en su niñez grandes penurias económicas como noveno y último vástago de una familia numerosa y asediada por problemas económicos a causa de que el padre, un juez de muchos años, padecía un gran quebranto de salud y falleció.
Vivieron en Asturias y Galicia y Rafael tuvo que estudiar el bachillerato en Cuenca a expensas de un hermano mayor abogado, a causa de cuyo fallecimiento tuvo que ponerse a trabajar como segundo escribiente en Obras Públicas con un sueldo de 5000 reales al año. Picado de vocación literaria y aislado de su familia, publicó pequeños trabajos en un semanario local y versos en la siempre abierta revista Madrid Cómico, cantera habitual de escritores noveles, pagándose la carrera de Derecho y examinándose por libre en la Universidad Central; concluida la carrera, logró unas oposiciones a notarías y fue destinado a una de tercera clase en Blanca (Murcia). En el notariado irá ganando diversas oposiciones que lo llevaron a otras de primera clase.
Tras un lapsus en Ciudad Real, donde dirigió el semanario literario La Fiesta (1895-1897), colaboró en el periódico La Tribuna y publicó su único libro poético, Oretanas: Leyendas en verso (Ciudad-Real: [s. n.] 1898). Obtuvo una notaria de primera clase en Pontevedra, que ocupó cuando en Europa se dirimía la I Guerra Mundial, y entró en política de la mano de Antonio Maura.
Fue gobernador civil de varias provincias, la última Sevilla; después reingresó en notarías y desempeñó esa labor en Zaragoza, Barcelona y, por fin, desde 1940 Madrid, donde se jubiló en 1951.
Durante la Guerra Civil publicó numerosos artículos de prensa apoyando a los sublevados, por ejemplo, en La Vanguardia, poco después de caer Barcelona, y estrenó una comedia contra los republicanos. Después escribió una maniquea trilogía de novelas sobre la contienda entre las cuales Adán, Eva y yo se señala por un fuerte antisemitismo.
Murió el 21 de marzo de 1967 en Madrid.

## Obra

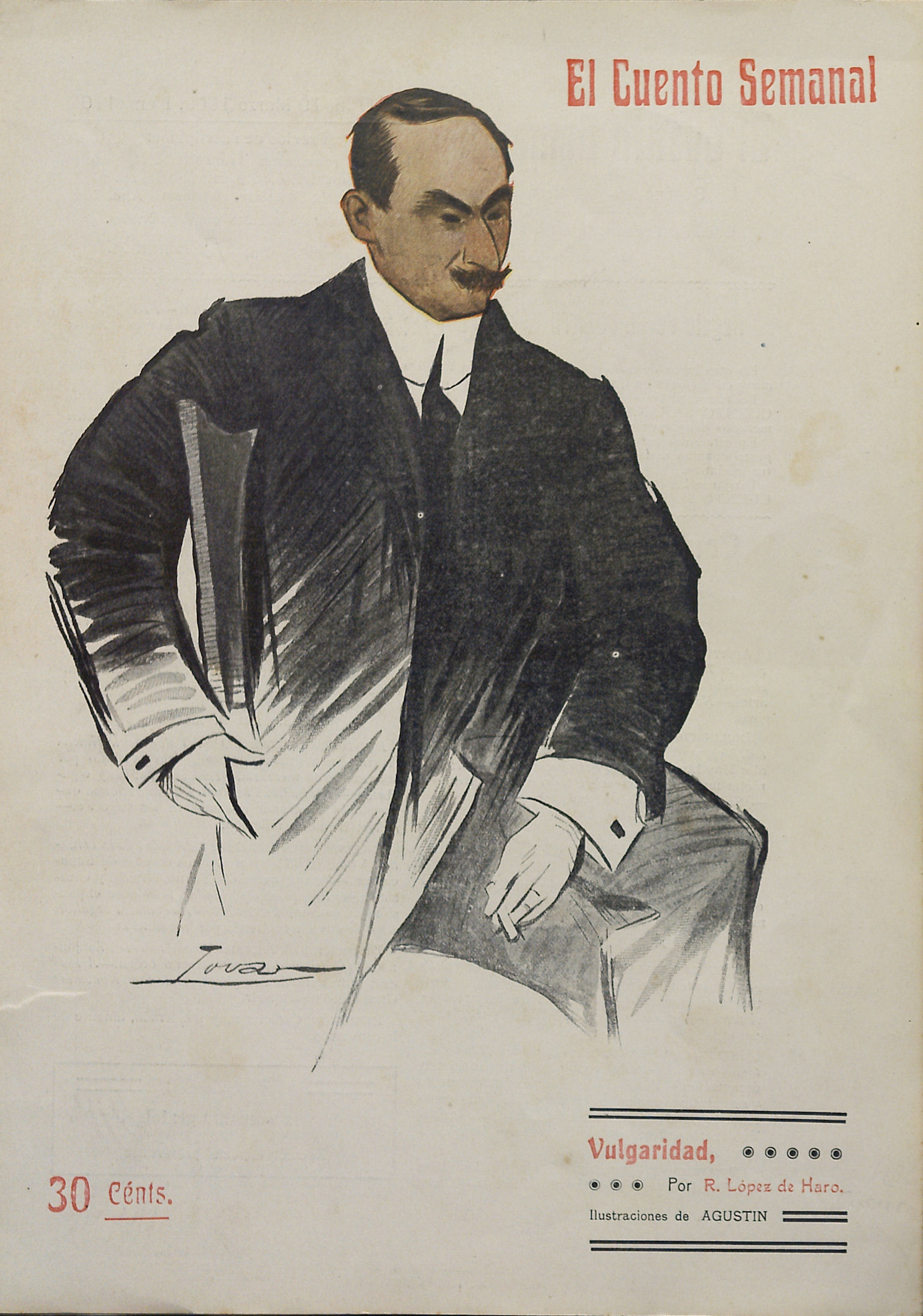
Vulgaridad, n.º 116 de El Cuento Semanal (19 de marzo de 1909). Portada de Tovar.

Publicó 127 novelas, entre ellas 27 largas y 100 cortas, 20 comedias, y algunos versos, ensayos y recopilaciones de artículos periodísticos. Muchas de sus novelas fueron traducidas al inglés, alemán, italiano, etcétera, y algunas alcanzaron tiradas de más de 100.000 ejemplares (según sus editores; él creía que había que quitar un cero) o fueron adaptadas al cine. Quizá su novela más apreciada fuera Adán, Eva y yo (1939), subtitulada novela en clave de la Guerra Civil de España), que fue la más vendida, aunque él prefería considerar su obra maestra el Alonso Quijano de 1959, aunque tanto el crítico Melchor Fernández Almagro como el propio autor declararon no fue entendida en absoluto. En la actualidad se cree que su obra maestra y más representativa es ¡Muera el señorito! (Ni patria ni amor) (Madrid: Renacimiento, 1916) por sus cuidadoso estilo y lenguaje, su durísimo retrato del caciquismo manchego y sus bien delimitados personajes y ambientes.
La trayectoria literaria propiamente dicha del autor empezó con En un lugar de la Mancha, 1906, obra que lo situó entre los escritores del naturalismo por su temática violenta, en particular entre los discípulos de Felipe Trigo, cultivadores de la novela erótica, que también cultivó él. Igualmente fueron muy leídas La Venus miente (cinco ediciones), Dominadoras, 1907; Floración, 1909, y Poseída, 1911. Entre estas fechas fueron apareciendo decenas de novelas cortas en las colecciones El cuento semanal, La novela corta, Contemporáneos, La novela semanal y La novela de hoy. Muchas de estas novelas están veteadas de inquietudes sociales y éticas.
Adán, Eva y yo, quizá la obra de más abierto antisemitismo en toda la literatura española del preguerra (todos los males del mundo se deben según esta novela a una conjura sionista), forma parte de una trilogía sobre la Guerra Civil formada también por La herida en el corazón y Fuego en el bosque y está narrada en primera persona por el ya fallecido personaje principal (especie de don Juan) a través de un médium, hasta es que es ejecutado por un Tribunal Popular. Sus Novelas escogidas aparecieron en 1949.
En cuanto a sus colaboraciones periodísticas, de tema muy variado y aún sin recoger, fueron especialmente numerosas las del diario gráfico Ahora y las de la revista Renovación Española, órgano del partido derechista y monárquico del mismo nombre. El autor militó en las filas del partido de Antonio Maura, quien lo quiso llevar a la Academia pero falleció antes de conseguir su propósito, que tampoco el autor estaba demasiado animado para asumir. Entró en política en Pontevedra, indignado porque el asesino de un cacique no encontrara defensor; eso le hizo pedir el alta de la notaría; consiguió salvar al asesino, y se presentó en Pontevedra, siendo derrotado. Maura lo hizo gobernador civil de Segovia, Albacete y Sevilla, y después volvió a la carrera de notarías, consiguiendo la plaza de Barcelona.  

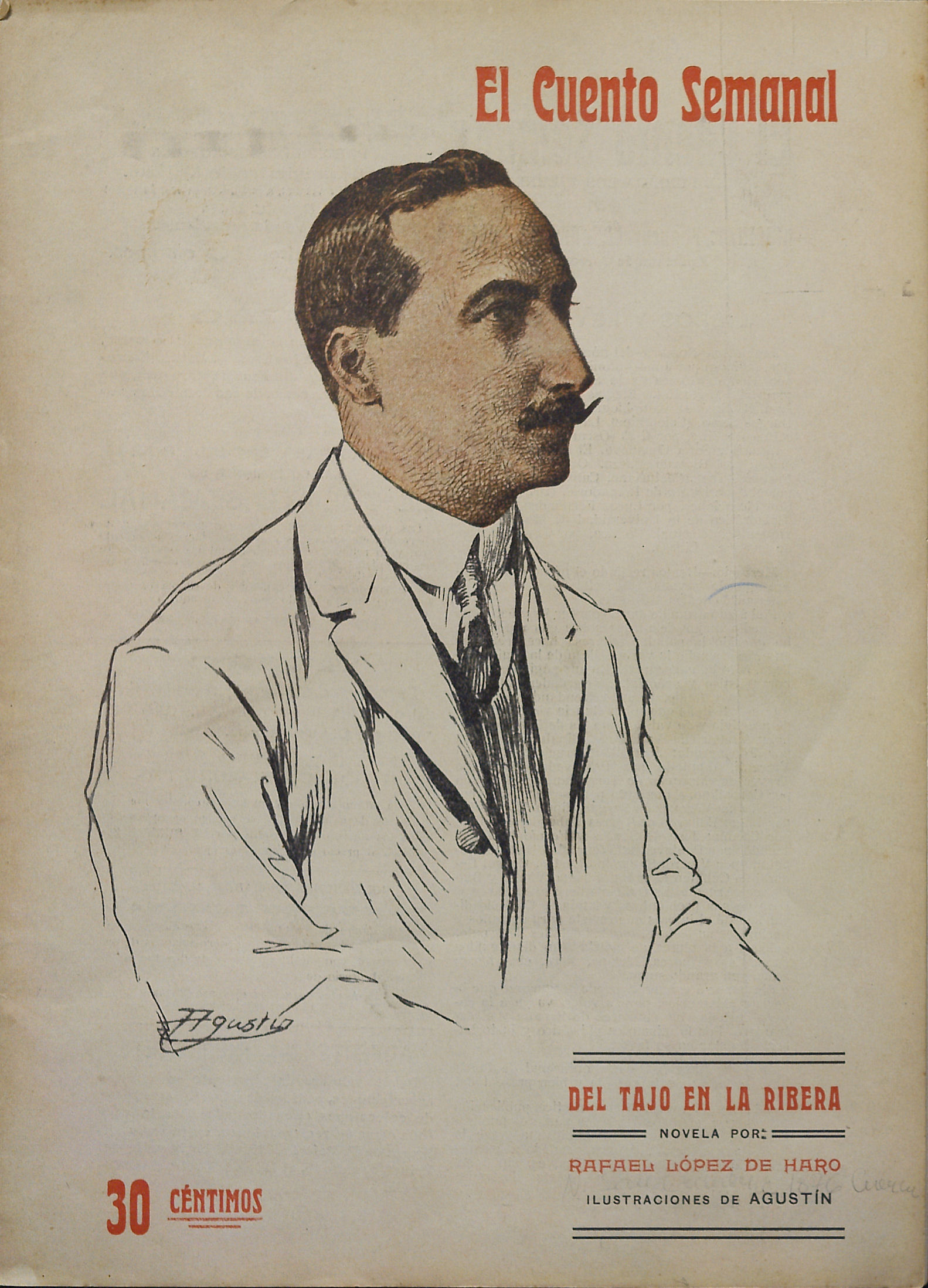
Del Tajo en la ribera, n.º 149 de El Cuento Semanal (5 de noviembre de 1909). Portada de Agustín.

En cuanto a su concepto de novela, dijo al crítico Julio Cejador:
Yo no soy sistemático. Cada novela mía no parece hermana de las otras. Hasta de estilo cambio. El asunto me domina y me hace esclavo, y escribir de un modo que suele ser, no ya diferente, sino contrario a mi modo anterior.
Definió la novela, con su particular agudeza, de esta manera: "Debe ser la historia de lo que no ha sucedido, así como la historia debe ser la novela de lo que ha ocurrido". Dividió su producción narrativa en tres grupos: "Novelas de la vida", "novelas de la carne" y "novelas de las almas", aunque no siempre es fácil trazar fronteras, pues él mismo apreció que algunas de ellas fueron escritas pane lucrando, esto es, con "concesiones al bolsillo", porque "se escribe para ganar dinero". Por ello el erotismo que hay en parte de sus novelas obedeció a meras razones de cálculo comercial. Sus novelas extensas fueron:
- Novelas de la vida: En un lugar de La Mancha, Dominadoras, Impiedad,  Batalla de odios, La novela del honor, Poseída, El país de los medianos, ¡Muera el señorito!, Los nietos de los celtas (adaptada al cine), El más grande amor, Un hombre solo, ¿Y después?, Por el amor se va y Eva libertaria.

- Novelas de la carne: El salto de la novia, Floración, Entre todas las mujeres, La imposible, Las sensaciones de Julia, La venus miente, Fuego en las entrañas, Yo he sido casada.

- Novelas de las almas: Sirena (muy traducida y de gran éxito en su versión alemana), Ante el Cristo de Limpias, Un hombre visto por dentro, Adán, Eva y yo, Interior iluminado y Entredós.

Su estilo se resiente de algunos vocablos cultistas y cierta pedrería metafórica modernista y decadente. De su teatro se recuerdan piezas como Ser o no ser, Entre desconocidos (estrenada por María Guerrero en América y por Rosario Pino en España), Una puerta cerrada, Una conquista difícil y Una ventana al interior; también compuso piezas en colaboración con Emilio Gómez de Miguel y Pedro Muñoz Seca y una pieza de teatro de guerra durante la contienda civil, bajo el punto de vista de los sublevados, El compañero Pérez, de sesgo cómico y que, según Julio Rodríguez Puértolas, "no ahorra procedimiento alguno para ridiculizar al enemigo intentando conectar con el costumbrismo de sainete de tiempos anteriores". Se acercó al cine realizando un par de guiones cinematográficos, entre ellos el de la primera película de ficción gallega, Miss Ledyia, dirigida en 1916 por José Gil Gil. Un equipo internacional formado por el director alemán Adolf Trotz, un director de fotografía danés y un montador ruso adaptó su novela galaica Los nietos de los celtas con el título de Alalá (1933). Entre sus ensayos destaca Su majestad, el individuo.

### Novelas
- ...En un lugar de la Mancha; novela. Madrid, Pueyo [1906]
- Del Tajo en la ribera. Novela., Madrid, El Cuento Semanal, 1909.
- Floración: (del amor y del pudor)  Barcelona : R. Sopena, [1909] y Barcelona: Ramón Sopena, [1916], 2.ª ed.
- Vulgaridad, Madrid: El Cuento Semanal, 1909.
- Sirena: (novela). Madrid: Biblioteca Renacimiento, 1910 y Barcelona: Ramón Sopena, [1922].
- Poseída, novela. Madrid: Biblioteca Renacimiento, V. Prieto y compañía editores, 1911.
- La imposible, novela. Madrid, Renacimiento [1912?]
- El amor de Doria, Madrid El Libro Popular 1913.
- Eleonora, El Cuento Galante núm. 9, 1913.
- El país de los medianos: novela, Madrid: Renacimiento, 1913.
- El amor, la codicia y la muerte  Madrid: El Libro Popular, 1914.
- La mujer de los dos. Madrid, El Libro Popular, 1914.
- Nora la intrépida. Madrid: Los Contemporáneos, núm. 355, 1915
- Las sensaciones de Julia: novela. Barcelona: Sopena, [1915], Madrid:, Ed. Renacimiento, Madrid 1915.
- La cueva de las ideas Madrid, Los Contemporáneos, 1916.
- Espejo de paraísos: novela, Madrid Los Contemporáneos 1916.
- La mirada del ciego: novela, Madrid: Los Contemporáneos, 1916.
- ¡Muera el señorito! (Ni patria ni amor), novela.  Madrid: Renacimiento, 1916 y Barcelona: Ramón Sopena, ¿1916?
- Corresponsal de guerra, Madrid: La Novela Corta, 1917 y Santiago: [s.n.], 1919.
- Deigénita. Madrid, [Prensa Popular], 1917.
- La inmolada: novela, Madrid: Los Contemporáneos, 1917.
- Los nietos de los celtas. Madrid, Renacimiento, 1917.
- Pedazos de belleza: novela, Madrid Los Contemporáneos, 1917.
- El triunfo de la sangre: novela inédita. Madrid: [Imp. de La Novela Corta], 1917 y El triunfo de la Sangre. Novelas, Madrid, [1923]
- El más grande amor. (Novela), Madrid: Renacimiento, 1918.
- Coqueta: novela inédita, Madrid: [Prensa Popular], La Novela Corta, 1918.
- En un cuerpo de mujer: novela inedita Madrid, 1918 y En un cuerpo de mujer, novelas. Madrid, V. H. de Sanz Calleja [1922]
- La novela de un viaje [Madrid]: Los Contemporáneos, 1918.
- La zarabanda de las pasiones; drama de almas. Madrid, J. Pueyo, [1918].
- El más grande amor: novela  Madrid: V. H. Sanz Calleja, [1918?]
- Doña Rosario, Madrid: [Prensa Popular, La Novela Corta], 1919.
- El principio primero. Madrid, 1919.
- ¿Quién manda?: novela, [Madrid]: Los Contemporáneos, 1919.
- La vieja canción: novela. Madrid: La Novela Corta, 1919 y Madrid: Prensa Moderna, 1928.
- Un carácter: novela, [Madrid]: Los Contemporáneos, 1920.
- Un hombre solo, novela. Madrid, Editorial Pueyo, 1920.
- Nera. Madrid, La Novela Corta núm. 232, 1920.
- No es un cuento: novela, [Madrid]: Los Contemporáneos, 1920.
- Ante el Cristo de Limpias, novela. Madrid, Biblioteca nueva [1921] y Madrid, [1923].
- La monja de cera: novela. Madrid: Prensa Gráfica, 1921.
- Uno de tantos: novela [Madrid] : Los Contemporáneos, 1921.
- ¿Y después? Historia de un imaginativo erótico y sentimental. Madrid : Biblioteca Nueva, [1921?]
- Coincidencia extraña: novela.  Madrid: Sucesores de Rivadeneyra, 1922.
- La duquesa Ofidia: novela, Madrid: Prensa Gráfica, 1922.
- La suprema ley: novela, Madrid: Prensa Gráfica / La Novela Semanal, 1922.
- Pero el amor se va: novela.  Madrid : Biblioteca Nueva, [1922?]
- La Venus miente: novela, Madrid: Biblioteca Nueva, [19--?]; 2.ª ed. Madrid: Biblioteca Nueva, [1923]; 3.ª Madrid: Sucesores de Rivadeneyra, ¿1925?; 4.º, Madrid: Ed. Estampa, 1930. 5.ª MAdrid: Ed. Dólar, s. a.
- Doble crimen: novela, Madrid: La Novela de Hoy núm. 79 / Sucesores de Rivadeneyra, 1923.
- La hija del mar: Novela, Madrid: V. H. Sanz Calleja [s.a.] y en La Hija del Mar. Novelas. Madrid, [1923]
- El secreto de Hortensia: novela Madrid: Sucesores de Rivadeneyra, 1923.
- Los ojos verdes de Otilia: novela  Madrid: La Novela de Hoy núm. 38 /Sucesores de Rivadeneyra, 1923.
- Todos los amores; novela. Madrid, Biblioteca Nueva, 1923.
- Demasiado hermosa  Madrid: Sucesores de Rivadeneira, 1924.
- Flores del Dancing: novela.  Madrid: Prensa Gráfica, 1924.
- Fútbol... Jazz-Band. Madrid: La Novela de Hoy núm. 127, 1924.
- Nadie lo vio: novela, Madrid: Sucesores de Rivadeneyra, 1924.
- La novela de noche. Demasiado hermosa. Madrid: Sucesores de Rivadeneyra, 1924.
- Un hombre visto por dentro: novela. Madrid: Editorial Atlántida, [1924]
- El prodigio de un amor. Nadrid: La Novela de Hoy núm. 89, 1924.
- Amar y... morir: novela, Madrid: Sucesores de Rivadeneyra, 1925.
- Olivia, la genial: novela, Madrid: Atlántida / Imp. Artística de Sáez Hermanos, 1925.
- En el misterio de la noche: novela. Madrid: La Novela de Hoy núm. 203, Imp. Artística de Sáez Hermanos, 1926.
- ¿Eres tú?: novela, Madrid: Novela Mundial, [1926]
- Se ignora cual de las dos: novela  Madrid: Novela Mundial, [1926]
- Cara a cara: novela, Madrid: Novela Mundial, 1927.
- Eva en el hotel: novela, Madrid: La Novela Mundial, 1927.
- El hombre del sombrero gris: novela,  Madrid: La Novela Mundial, 1927.
- Mi amigo el viajero: novela, Madrid: La Novela Mundial, 1927.
- ¿Dónde he visto yo esta cara?: novela, Madrid: Novela Mundial, 1928.
- Interior obscuro: novela, Madrid: Prensa Moderna, [1928]
- Joaquinito: novela, Madrid: Novela Mundial, 1928.
- El pelele: novela. Madrid: Prensa Moderna, 1928.
- Batalla de odios. Novela. Madrid: Sanz Calleja, (192...)
- Entre todas las mujeres, novela. Madrid, Biblioteca Nueva [192-?]
- El salto de la novia: novela, Barcelona: Ramón Sopena, [192-?]
- El fugitivo. Madrid: La Novela de Hoy, 1930.
- Fuego en las entrañas, novela. Madrid, Biblioteca Nueva, s. a.; 2.ª ed. Madrid: Biblioteca Nueva, [ca. 1930]
- Yo he sido casada: Madrid, Editorial Estampa, 1930; ed. Betis, 1941; Madrid: General de Ediciones, s. a.
- ¿Cómo era Susana?, Madrid: La Novela de Hoy núm. 453, 16 de enero de 1931.
- El traidor, Madrid: Atlántida, 1931.
- Eva libertaria; novela.  Madrid, Estampa, 1933.
- El hombre que se vio en el espejo, Madrid Editores Reunidos 1936.
- Adán, Eva y yo; novela. Barcelona, Casa editorial Araluce, 1939 (novela en clave sobre la Guerra Civil).
- Fuego en el bosque, Madrid: Ediciones Españolas, [1939]
- El prodigio de un amor; Doña Rosario, Madrid: [s.n., 1941]
- Interior iluminado. Madrid: Ed. Febo, [1945] (con prólogo de Gregorio Marañón) y [Madrid], [Aguilar], [1951].
- Ahora, Madrid: Rollan [1952]
- El día siguiente. Madrid, Rollán [1953]
- Entredós; novela. Madrid, Aguilar, 1955.
- Alonso Quijano, novela. Madrid, Aguilar, 1959.
- Batalla de odios: novela. Madrid, [19--?]
- Piropo.  Madrid, Cid, [19--?]
- El enigma de la Gioconda
- La imposible. Del Tajo en la ribera. Madrid: V. H. Sanz Calleja, s. a.
- La novela del honor. Barcelona, Ramón Sopena
- Ojos claros, Sevilla: Betis, s. a.
- Yo maté a Juan León: novela
- Los zurdos

### Colecciones
- Dominadoras, Madrid: Ed. Renacimiento, 1914. 4º, 230 págs. Dividida en cuatro partes: "La mujer de piedra", "La mujer de carne", "La mujer de nervios" y "La mujer de oro".
- Mis mejores cuentos. Novelas breves, Madrid: Prensa Popular, [1921?]
- En un Cuerpo de Mujer. Novelas. Madrid [1922]
- La mirada del ciego, novelas. Madrid, V. H. Sanz Calleja [1922]
- La Hija del Mar. Novelas. Madrid, [1923]
- Obras de Rafael López de Haro Madrid / [Segovia: ["El Adelantado de Segovia"], 1926.
- Novelas escogidas.  Madrid: Aguilar, 1949, 8.º, con un retrato y 625 pp. en papel biblia.
- Novelas escogidas (Joaquinito. Un timbre que no suena. La monja de cera. ¿Dónde he visto yo esta cara? El prodigio de un amor. Doña Rosario. El nueve. Mitzia Zanowski. Irma Shilow. Elsa Liowe Nota preliminar de Federico Carlos Sainz de Robles, Madrid, Aguilar, 1949, Col. Crisol núm. 271, 484 pp., con retrato del autor.
- Novelas de mujeres. [Seis narraciones de amor, de celos y de punzante realismo]. Madrid, Colección El Grifón, 1955.

### Ensayos
- Su Majestad el Individuo Madrid : Biblioteca Nueva, [1919?]

### Teatro
- Ser o no ser. Una puerta cerrada. La novia de ayer. Comedias. Madrid, Biblioteca Nueva [1926]
- Con Pedro Muñoz Seca, Poca cosa es un hombre, comedia en tres actos Madrid: Tall. gráf. Piñera, [1926?]
- Entre desconocidos: comedia en tres actos, Madrid: La Farsa, 1928 y Madrid: Rivadeneyra, 1928.
- Ser o no ser: comedia en tres actos  Madrid : La Farsa, 1930.
- Ella o el diablo: novela representable en un prólogo y tres actos Madrid: La Farsa, 1930.
- Con Emilio Gómez de Miguel, K-29: comedia en tres actos Madrid: La Farsa, 1930.
- Una conquista difícil: comedia en tres actos, en prosa original Madrid: La Farsa, 1931 y MAdrid: La Escena, núm. 26, 1942.
- Un timbre que no suena, publicada como novela (Madrid: La Novela Mundial, 1928) y más tarde: Un timbre que no suena: comedia en tres actos, original [Madrid?], [1942?]
- Voz del silencio, Madrid: La Escena, 1943.
- El compañero Pérez.
- La novia de ayer
- Una puerta cerrada
- Sencillamente
- Una ventana al interior

### Otras obras
- Oretanas: Leyendas en verso Ciudad-Real: [s. n.], 1898.
- ¡A la fuerza!: argumento de película, inédito [Valencia]: La Novela con Regalo, 1916.
- Guion de Miss Ledyia, el primer filme de ficción gallego que se conoce dirigido en 1916 por José Gil y Gil.
- Nuevo régimen de la propiedad immueble: Ley de bases, Madrid: Reus, 1919.
- [María Fernanda Ladrón de Guevara. Su vida. Sus anécdotas. Su arte. Sus creaciones]]. [Barcelona, s. n., 1940]
- Balance moral, manuscrito.
- La casita rodante, manuscrito.
- Endogamia y exogamia, manuscrito.
- Lobos y perros, manuscrito.
- ¿Qué es el trabajo?, manuscrito.
- El sentido de la ortografía, manuscrito.
- Sí, pero no, manuscrito.
- Vencejos. manuscrito
- Vendrán ellos, manuscrito.

### Algunas traducciones de sus obras
- Unter allen Frauen. Roman, por Karl Toth, Zürich [u. a.] Amalthea-Verl, 1924
- Aber die Liebe stirbt... [Der Spanierin Leid u. Liebe; Roman], Berlin / Wien: Glöckner-Verlag  ohne Erscheinungsjahr ca. 1925.
- Aber die Liebe stirbt... [Leipzig]: [Carl Emil Krug], 1929.